# 2959 Scholl
2959 Scholl este un asteroid din centura principală, descoperit pe 4 septembrie 1983 de Edward Bowell.